# ثاني بن حمد بن خليفة آل ثاني
الشيخ ثاني بن حمد بن خليفة آل ثاني هو شقيق أمير قطر تميم بن حمد آل ثاني، ونجل الأمير حمد بن خليفة آل ثاني. وعضو في مجلس إدارة مؤسسة الدوحة للأفلام. وبنك قطر الدولي.